# Aeropuerto Internacional de Santiago de Cuba
El Aeropuerto Internacional de Santiago de Cuba también conocido como Aeropuerto Internacional Antonio Maceo y Grajales (IATA: SCU, OACI: MUCU), sirve a la segunda ciudad de Cuba, Santiago de Cuba. Lleva el nombre de un patriota cubano, Antonio Maceo, nacido en la ciudad y que luchó por la libertad de Cuba durante las guerras de independencia contra el colonialismo español.

## Información
El aeropuerto está situado a unos 7 km al sur de Santiago de Cuba, junto a la costa y es operado por ECASA (Empresa Cubana de Aeropuertos y Servicios Aeronáuticos, S.A.). Cuenta con un único edificio terminal en el que se atienden vuelos internacionales y nacionales en zonas independientes.
Este aeropuerto se construyó en 1954 y se remodeló y amplió su pista en 1991. Para la ampliación de la pista fue necesario rellenar una hondonada de 70 m de altura por donde corre un riachuelo que desemboca en la Playa de los Aguadores. Durante 2007 y 2008 la terminal fue nuevamente remodelada duplicándose prácticamente el área dedicada a recibir vuelos internacionales.
Cuenta con dos pistas, una secundaria de 1,400 m y otra principal de 4,002 m con ILS. La pista principal corre paralela a la costa sobre una meseta de entre 60 y 70 m de altura sobre el mar. Es un aeropuerto que está equipado para recibir cualquier tipo de aeronave.
En marzo de 2012 el Papa Benedicto XVI, aterrizó en este aeropuerto en su primera visita a Cuba, quien fue recibido por el presidente Raúl Castro

## Aerolíneas y destinos

### Pasajeros
| Aerolíneas             | Destinos                          |
| ---------------------- | --------------------------------- |
| Air Century            | Curazao, Santo Domingo–La Isabela |
| American Airlines      | Miami                             |
| Cubana de Aviación     | La Habana                         |
| Fly All Ways           | Paramaribo                        |
| InterCaribbean Airways | Kingston–Norman Manley            |
| Sunrise Airways        | Puerto Príncipe                   |

### Destinos internacionales
| Estados Unidos       |                                               |                        |
| Miami                | Aeropuerto Internacional de Miami             | American Airlines      |
| El Caribe            |                                               |                        |
| Curazao              |                                               |                        |
| Willemstad           | Aeropuerto Internacional Hato                 | Air Century            |
| Haití                |                                               |                        |
| Puerto Príncipe      | Aeropuerto Internacional Toussaint Louverture | Sunrise Airways        |
| Jamaica              |                                               |                        |
| Kingston             | Aeropuerto Internacional Norman Manley        | InterCaribbean Airways |
| República Dominicana |                                               |                        |
| Santo Domingo        | Aeropuerto Internacional Joaquín Balaguer     | Air Century            |
| Sudamérica           |                                               |                        |
| Surinam              |                                               |                        |
| Paramaribo           | Aeropuerto Internacional Johan Adolf Pengel   | Fly All Ways           |